# Римша, Андрей
Андре́й Ри́мша (Рымша; около 1550 — после 1595) — поэт-панегирист, писавший на старобелорусском и польском языках.

## Биография
Родился в селе Пенчин около города Барановичи в шляхетской семье. Где учился — неизвестно, но владел несколькими языками. Служил при дворе литовских магнатов Радзивиллов. С 1585 года жил в Вильно. 
Его перу принадлежит ряд эпиграмм (в том числе на герб канцлера Льва Сапеги) и отдельно изданный Иваном Фёдоровым в Остроге листок, содержащий двадцать двустиший «Которогося месяца што за старых веков деело короткое описание» (1581 год), кратко называемый «Хронологией», а также большая эпическая поэма «Декетерос акроама, или Десятилетняя повесть военных дел князя Христофора Радзивилла» (написана в 1582 году, издана в 1585 году), в которой весьма ощутимо влияние идей и творческих принципов позднего Ренессанса. Сохранился ряд его переводов с латинского языка.

## Издания
- Панегирик на герб Л. Сапеги, напечатанный в Статуте 1588 года.
Типография Мамоничей.
- "Хронология". 1581 год. стр. 1.
Острожская типография.
- "Хронология". 1581 год. стр. 2.
Острожская типография.